# 學者症候群
學者症候群（英語：Savant syndrome）是指僅在某個很有限的領域有超出常人的表現，然而卻廣泛地在其他方面有明顯的心智障礙。這樣的突出表現有多種不同形式，包括演奏樂器、繪畫、記憶、心算、日曆運算能力等。學者症候群常見於自閉症、亞斯伯格症候群或腦傷患者身上。學者症候群並沒有被正式納入DSM-5的診斷，因為其心智障礙的部分多半可以歸類於其他疾病。

## 定義
學者症候群有兩大重點特徵:p. 1，即：
1. 認知能力上有缺憾－例如，整體的智商 （不一定是標準化測試結果的智商）可能明顯低於 100（而智障定義上是 IQ 低過 70）[4]；
2. 同時，在某些領域上能力極高（特殊才能），遠遠超越人類平均水平，與其有缺陷的普遍認知能力不相稱[註 1]；

有研究者主張，學者症候群並非二元劃分：一個人不可被簡單歸類為「有」或「沒有」學者症候群，而是有程度程度之分－即使是沒有智力缺憾者，亦可能呈現在某些能力上超乎常人的情況；典型的學者症候群個案，只是在這點上有極端的表現，例如在日常自理上表現出明顯困難，但在其擅長的範疇則有天才般的表現。
值得注意的是，「學者症候群」中的「學者」對應的是英語，與（在高等學府做研究的學者）相去甚遠。

## 個案
美國人金·匹克（Kim Peek）（1951-2009）有先天的腦部就有異常，使其小腦受損並缺少腦樑。匹克4歲時才學會走路，不會繫釦子，而且成年時都無法自理，由其父親照顧；不過，匹克的記憶力非常出眾，紀錄指他能夠在25分鐘內讀完十多萬字長的英文長篇小說，能夠在4個月後準確回憶其中一個角色的名字，還能說出該角色在哪頁出現過以及其對白。在匹克的一生中，他閱讀了約9,000本書，能夠在8至10秒內讀完一頁而且對內容過目不忘，事後會近乎完美地記住書中每一字。匹克因為其超凡能力而知名，其故事更被改編成電影《雨人》。